# Paideia
Paideia (em grego clássico: παιδεία) é a denominação do sistema de educação e formação ética da Grécia Antiga, que incluía temas como Ginástica, Gramática, Retórica, Música, Matemática, Geografia, História Natural e Filosofia, objetivando a formação de um cidadão perfeito e completo, capaz de liderar e ser liderado e desempenhar um papel positivo na sociedade. 
O conceito surgiu nos tempos homéricos e permaneceu em sua essência inalterado ao longo dos séculos, embora variando suas formas de aplicação e as disciplinas envolvidas, e continua a interessar muitos educadores e pensadores contemporâneos.

## Apaideiana Grécia

### Significado

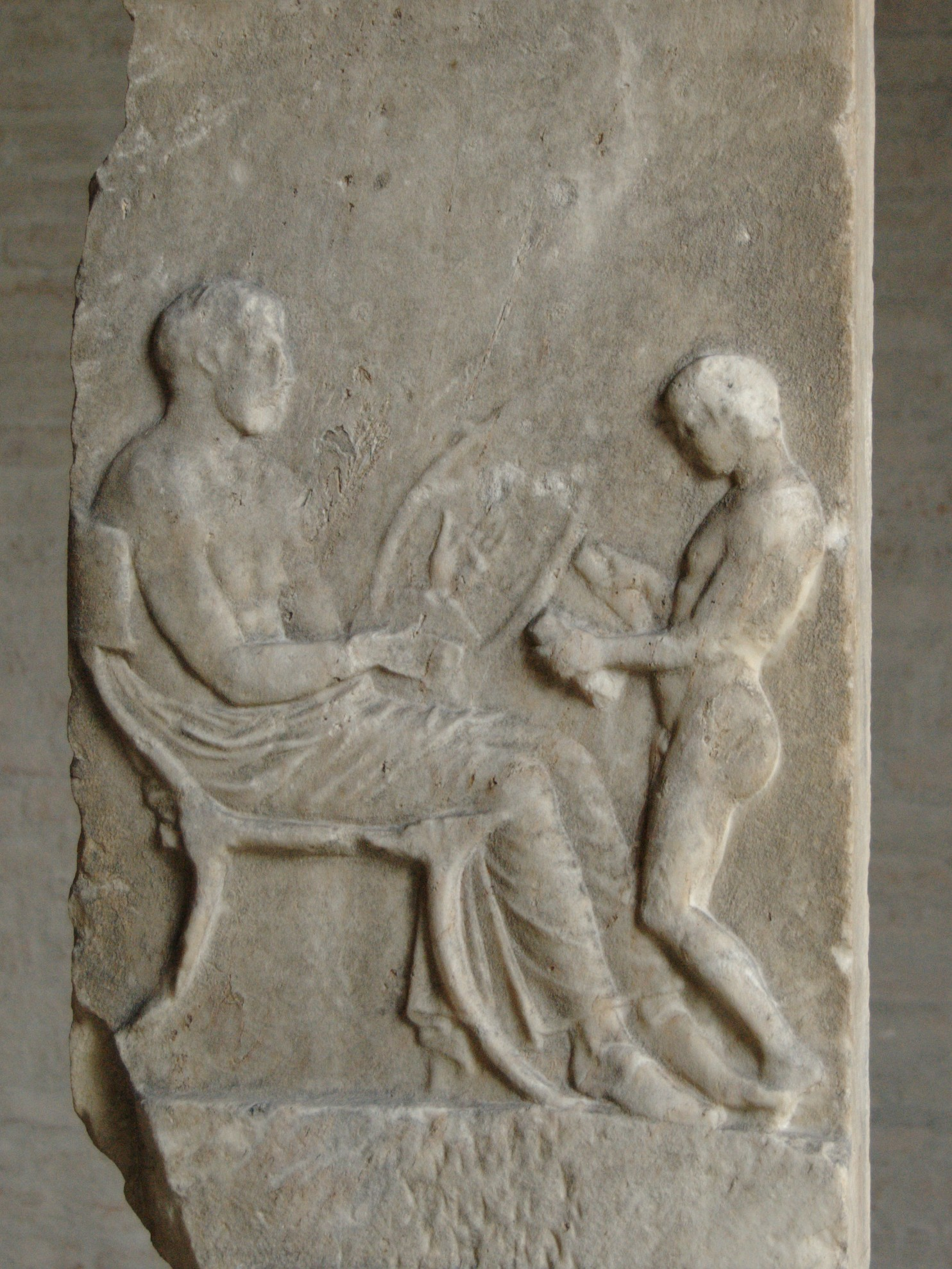
Récita de poesia por um jovem acompanhado de um músico. Durante muito tempo uma das formas de transmissão da cultura foi a récita poética. Relevo funerário, ca. 420 a.C. Gliptoteca de Munique

O conceito formou-se difusamente no período Arcaico da Grécia Antiga, e cristalizou-se mais especificamente em Atenas no período Clássico. O seu desenvolvimento tem gerado considerável debate entre os historiadores, havendo muitas opiniões divergentes, e mesmo na Grécia, ele era entendido de várias formas, que mudaram ao longo do tempo. No entanto, havia um padrão genérico nitidamente reconhecido. Inicialmente, a palavra paideia (de paidos, criança) significava simplesmente "criação de meninos", e seu escopo era limitado a uma instrução em Ginástica e Música — "música" no sentido das disciplinas presididas pelas Musas, que incluíam, entre outros, elementos de história, eloquência, dança, religião e música propriamente dita. Tinha entre seus objetivos mais centrais a transmissão dos costumes coletivos, e de fato era a expressão e reflexo desses mesmos costumes que passavam de geração em geração.
De acordo com Kevin Robb, os gregos reconheciam que paideia era em suma a aceitação dos modelos dos ancestrais, na forma como um jovem, à medida que cresce, aceita e imita o modo de vida de seus pais e seus "ídolos" — em geral os melhores atletas e guerreiros —, um processo de transmissão de cultura que o autor pondera ser tão velho quanto a espécie humana. Uma vez que no período Arcaico a transmissão da cultura estava fundamentada essencialmente na oralidade, o resumo da civilização grega Arcaica compilado por Homero em suas obras poéticas teve um importante papel no sentido de organizar esse corpo de conhecimento e tradições coletivas, e a ampla autoridade que Homero ganhou entre os gregos garantiu sua perpetuação de uma forma relativamente estável por muito tempo. Não por acaso a educação envolvia a memorização e récita da poesia homérica, concebida também como instrumento didático e moralizante, e não apenas um deleite para os sentidos ou um simples entretenimento.
Platão pensava que "a essência de toda a verdadeira educação ou paideia é a que dá ao homem o desejo e a ânsia de se tornar um cidadão perfeito e o ensina a mandar e a obedecer, tendo a justiça como fundamento". Aristófanes disse mais ou menos o mesmo, declarando em As Nuvens que o objetivo da educação não era simplesmente adquirir o domínio sobre as matérias ministradas, mas produzir igualmente a excelência moral, enlaçando as potencialidades mentais e físicas em um caráter bem formado, de tal maneira que o homem pudesse ser um melhor cidadão. Como interpretou modernamente Werner Jaeger, um dos principais estudiosos do tema, os gregos deram o nome de paideia a "todas as formas e criações espirituais e ao tesouro completo da sua tradição, tal como nós o designamos por Bildung ou pela palavra latina, cultura". Daí que, para traduzir o termo paideia "não se possa evitar o emprego de expressões modernas como civilização, tradição, literatura, ou educação; nenhuma delas coincidindo, porém, com o que os gregos entendiam por paideia. Cada um daqueles termos se limita a exprimir um aspecto daquele conceito global. Para abranger o campo total do conceito grego, teríamos de empregá-los todos de uma só vez". Segundo Marrou, na sua abrangência, o conceito de paideia não designa unicamente a técnica própria para, desde cedo, preparar a criança para a vida adulta. A ampliação do conceito fez com que ele passasse também a designar o resultado do processo educativo que se prolonga por toda vida, muito para além dos anos escolares. A paideia, vem por isso a significar "cultura entendida no sentido perfectivo que a palavra tem hoje entre nós: o estado de um espírito plenamente desenvolvido, tendo desabrochado todas as suas virtualidades, o homem tornado verdadeiramente homem". Segundo Zatti, V. e Pagotto-Euzebio, M. (2022, p. 24) a ideia de educação criada com a paideia permanece como herança para a cultura ocidental na humanitas latina e na Bildung moderna.

### Evolução do conceito

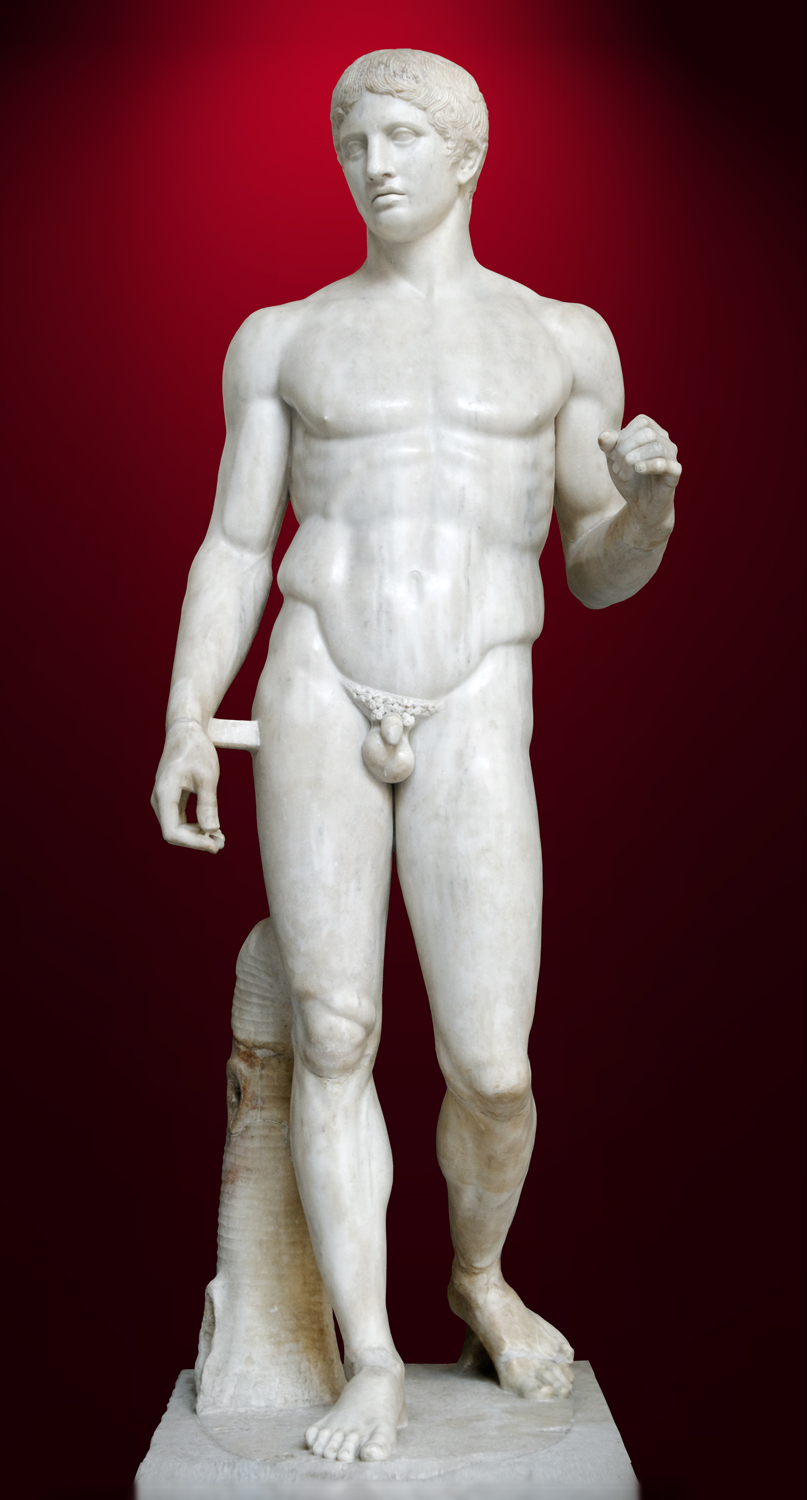
O ideal da educação completa encontrou expressão visual nas artes da época, com a construção de um modelo estético para o corpo humano de vasta influência posterior, que conjugava naturalismo e idealismo e simbolizava as virtudes do cidadão perfeito, alguém que cultivava harmoniosamente a mente, a alma e o corpo, como é exemplo o Doríforo de Policleto.

O sistema de educação, antes do século V a.C., que veio a ser conhecido como "Sistema Antigo", não era bem estruturado: o ensino podia ser ministrado conforme a aptidão e disponibilidade dos professores e alunos, e era muito dependente da iniciativa individual. Refere Platão que o ensino não tinha uma duração determinada, mas uma vez deixada a adolescência esperava-se que a pessoa passasse a completar sua educação por conta própria na vida em sociedade.
Aparentemente os jovens recebiam a educação em dois espaços distintos: um para a ginástica e outro para a música, mas a princípio qualquer lugar podia ser aproveitado. Contudo, a formação em ginástica exigia equipamentos especiais, encontrados em geral nas palestras, que eram simples "escolas de luta", mantidas por privados e existentes em grande número, ao passo que os ginásios públicos eram poucos, mas mais estruturados, e em geral destinados à prática esportiva de adultos, ao preparo dos atletas que deveriam participar dos Jogos, e ao treinamento dos efebos que ingressavam na vida militar, ministrado por oficiais do governo. Este treinamento também fazia parte da paideia, uma vez que o exercício militar era obrigatório e parte importante na vida da Grécia Antiga, embora pouco se saiba com segurança sobre ele. Depois da fixação literária da poesia homérica, de início transmitida oralmente, a instrução na leitura e escrita também passou a fazer parte da educação da juventude, a qual passou em boa parte a depender da alfabetização. Contudo, esse desenvolvimento  aconteceu lentamente, e até o século V a.C. a literacia permaneceu baixíssima mesmo entre a elite.
Mas, se até então o objetivo fundamental da educação era a formação aristocrática do homem individual como kalos kai agathos ("belo e bom"), a partir do século V a.C., exige-se algo mais da educação. O Sistema Antigo, baseado na ginástica e na música, deixava de ser suficiente. Mas um ideal de maior amplitude somente se cristalizaria após a popularização do Sofismo. Muitos sofistas estrangeiros se fixaram em Atenas, exercendo profundo impacto no sistema educativo, minimizando os aspectos ginásticos e enfatizando os intelectuais e literários. Ao mesmo tempo, eles objetivaram atuar não tanto no preparo dos infantes, mas instituíram como que um "segundo grau" na educação, criando cursos de aperfeiçoamento que antes não eram facilmente acessíveis nem eram sistematizados. Eles divulgaram suas ideias agressivamente com uma intensa propaganda, centrada nos locais de maior visibilidade, como a ágora e os ginásios públicos, e contribuíram para a profissionalização dos professores. Apesar disso, seus esforços não foram coordenados. Os mestres agiam independentemente, itineravam por várias cidades e locais ministrando aulas privadas em assuntos que elegiam ao seu critério individual, e não instituíram verdadeiras escolas no sentido moderno, instituições estáveis com currículo fixo. Sua influência, por outro lado, se fez sentir nas instituições tradicionais de Atenas, como o Liceu e a Academia, que a partir do século IV a.C., no período Clássico, se tornaram centros importantes de ensino avançado.
Durante muito tempo os ideais educativos de Esparta, onde prevalecia um modelo mais conformista e estático que preparava principalmente para as artes guerreiras, competiram com os de Atenas, mais livre e aberto e mais humanista e cultural, e que deixou um legado duradouro transmitido até os dias de hoje. Não obstante, é preciso observar que a educação ateniense era dirigida principalmente aos cidadãos, estatuto que cabia aos homens livres detentores de direitos políticos, e não a escravos ou estrangeiros. Tampouco a educação objetivava a formação profissional em ofícios braçais, ocupações reservadas aos não-cidadãos. Para Manuel Ferreira Patrício, os sofistas realizaram uma síntese dos esforços educativos gregos até sua época e instalaram definitivamente a aretê, o seu conceito de virtude, dentro da estrutura do Estado: 

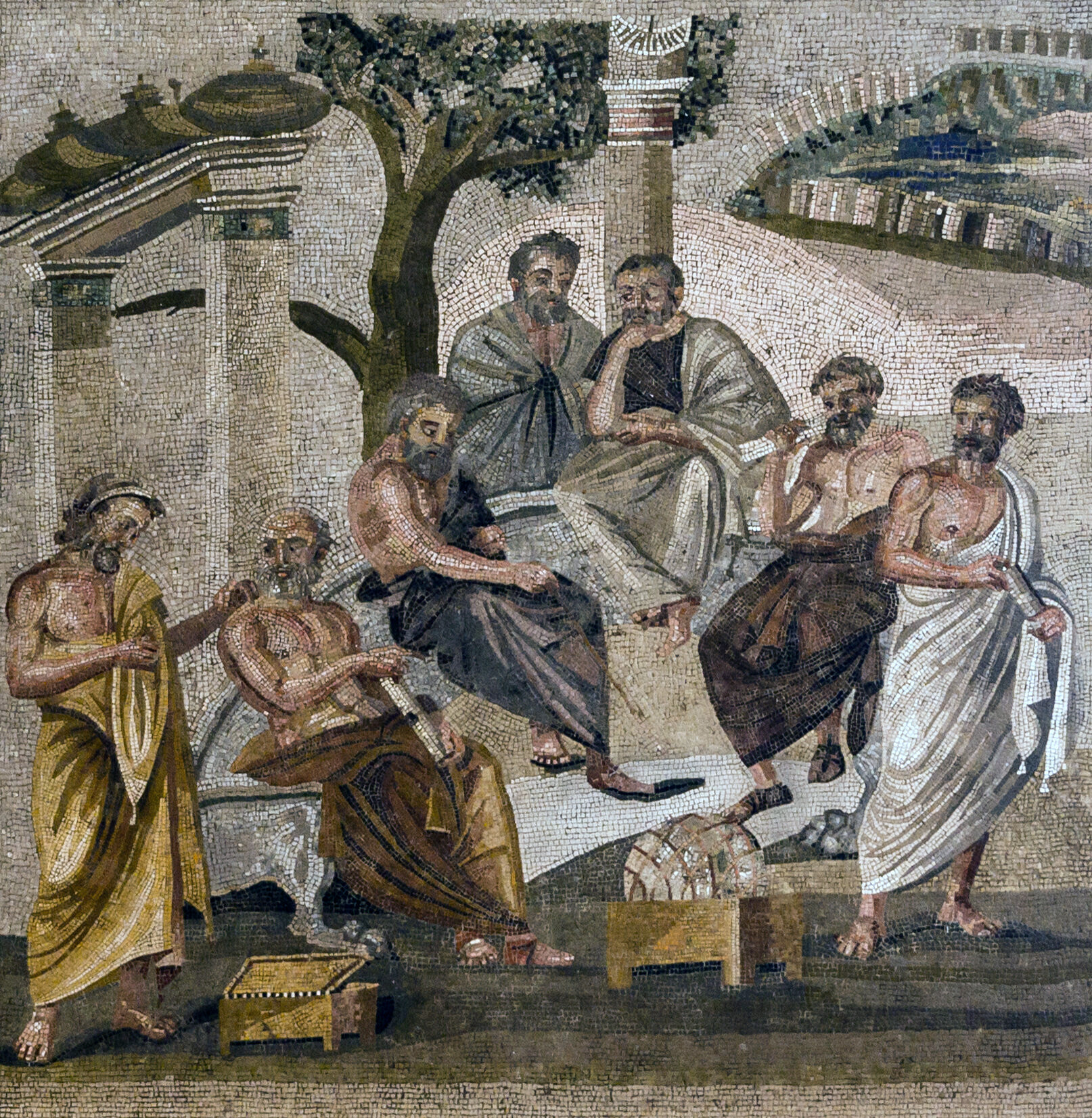
A Academia de Platão em Atenas. Mosaico em Pompeia, ca. séc. I

"Realizara o ideal de formação aristocrática, das classes nobres, em Homero; ajustara-se à educação dos camponeses, em Hesíodo; transformara-se na agogê espartana, pela poderosa criação poética de Tirteu; viera a ser a reassunção do ideal homérico de nobreza por Teógnis e Píndaro, veiculando com o conceito de aretê a afirmação absoluta do princípio aristocrático da raça, fundamento da comunidade de sangue. Vai ser agora, decididamente e decisivamente, a afirmação do princípio democrático, fundamento da comunidade dos cidadãos, de todos os cidadãos livres do Estado. Esta comunidade é a estirpe da pólis democrática, ampliação da comunidade de sangue e gérmen da educação humana tal como o Ocidente veio a entendê-la".
Platão daria uma contribuição fundamental ao transformar o sistema anárquico dos sofistas em uma escola permanente de nível superior na sua Academia Platônica, colocando a transmissão da paideia na dependência da instrução literária, jurídica e filosófica. Apesar das suas transformações, a paideia em si, no sentido de uma educação completa e tradicional de fundo cívico e moral, pouco mudou em relação à sua inicial concepção Arcaica, mais mudaram as formas como a educação era dada e as especialidades que passaram a ser incluídas na ideia de "educação completa", que se multiplicaram á medida que a civilização grega evoluía e se diversificava e a literacia ficava acessível a uma população muito maior. Segundo Torres, 
"O período Clássico representa o apogeu dos desenvolvimentos educacionais da Grécia antiga. Foi nesse período que houve um nivelamento democrático da educação e os ideais da paideia se materializaram de forma mais visível: o pendor atlético, a ênfase artística (principalmente através da poesia e da música), a atenção à gramática, a crescente importância atribuída à literatura, a subordinação da instrução à educação, o surgimento de uma noção de currículo (incluindo aritmética, geometria, acústica, astronomia, literatura, retórica e dialética) e a criação de duas etapas de aprendizado (quadrívio científico e trívio literário)".

## Apaideiano cristianismo

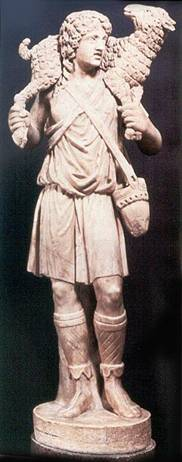
Estatueta do Bom Pastor, uma imagem recorrente nos primeiros tempos do cristianismo, alusiva ao papel de Jesus como o mestre perfeito. Século III, Museu Pio-Cristão

A fama da cultura grega fez com que os romanos adotassem muitos dos seus princípios e se inspirassem no sistema da paideia para organizar seu próprio sistema educativo, difundindo-o por toda a volta do Mediterrâneo, inclusive na Palestina, onde há evidências do estabelecimento de escolas gregas desde o século III a.C. Porém, não foi sem resistência que os palestinos aceitaram os costumes estrangeiros, principalmente por parte dos sacerdotes judeus, que não aprovavam a competição que essas escolas faziam com as escolas das sinagogas e para quem a nudez praticada nos ginásios constituía grave ofensa às leis de sua religião. No entanto, a frequentação das escolas gregas acarretava distinção social, numa fase em que esta região era dominada pelos romanos.
Com o surgimento do cristianismo a tradição foi continuada pelos primeiros Padres da Igreja, mas com novas adaptações, colocando a teologia como a base da educação. Como disse Davey Naugle, "neste contexto, o aprendizado era uma forma de disciplina cristã, uma parte do discipulado, e mesmo uma forma de culto". Mas além da teologia e da tradição judaico-cristã, foram assimiladas outras áreas do conhecimento, e mesmo a tradição clássica pagã foi largamente aproveitada, atualizando a paideia grega à luz da nova fé, tendo agora Jesus como o mais perfeito pedagogo e a Bíblia como o compêndio educativo essencial. Além disso, a sólida formação em retórica oferecida pelo sistema grego oferecia uma boa base para os cristãos defenderem melhor a sua fé publicamente. O aproveitamento da filosofia grega também proporcionou aos filósofos e teólogos cristãos meios de consolidar os fundamentos da religião e dar-lhes um contorno mais acessível à razão, ao mesmo tempo possibilitando a fixação de novos dogmas e o combate às heresias e ao paganismo. Nas palavras de Barros, 
"Trabalha-se então em várias frentes, mas o maior problema é enfrentar o ideal de cultura grega como um todo e neste confronto solidificar a liderança espiritual da doutrina cristã. Deste encontro histórico o resultado será uma teologia cristã que não pode ocultar sua dívida com a erudição clássica. Prega-se uma nova paideia que tem em Cristo seu ponto vital e ao mesmo tempo preparam-se os andaimes de uma nova civilização, a civilização cristã. [...] É neste contexto que se constrói uma verdadeira literatura cristã, muitas vezes livremente alimentada na tradição grega".
Ao longo da Idade Média o conceito de uma educação total para a formação de uma pessoa completa, moral e útil à sociedade permaneceu vivo, e se multiplicaram os tratados que buscavam abranger a totalidade do conhecimento sobre o homem, a natureza e Deus. Este desejo de universalidade foi a base da educação medieval de alto nível, consagrada na fórmula do trivium e do quadrivium, e deu as bases para a consolidação do sistema universitário. A partir da Idade Moderna manteve-se o interesse por uma educação completa, mas o fortalecimento da ciência e do experimentalismo individual deu mais ênfase à investigação crítica e objetiva da verdade, relativizando e minando os fundamentos monolíticos da educação medieval, que dava um relevo preponderante à tradição, ao misticismo e à autoridade da Igreja e dos antigos mestres, e que buscava respostas absolutas de validade universal e eterna.

## Atualidade
O conceito grego ainda tem grande apelo para os historiadores, filósofos e educadores contemporâneos, foi o tema do XX Congresso Mundial de Filosofia organizado pela International Federation of Philosophical Societies em Boston em 1998, e muitos o têm proposto como uma fórmula válida para a sociedade de hoje, considerando que ela tem se caracterizado pela fragmentação e superficialidade da educação e pela perda de referenciais morais sólidos. Como observou Daise Diniz, 
"A educação, para nossos antigos filósofos, foi acima de tudo um exercício para o bem viver em comunidade, uma convivência calcada, sobretudo, na responsabilidade para com os outros e no respeito mútuo, que instaura a harmonia e preserva a dignidade entre os seres. A razão humana, no que tinha de mais sublime, era enfocada no ato de educar. [...] A questão que fica para nós é como estamos lidando com essa herança grega, num mundo em que se convencionou dissociar o sucesso do desenvolvimento do caráter. [...] O ato de educar foi barbarizado, barbarizado pela apatia, pelo politicamente correto e pelas falácias produzidas pela mídia. Nesse sentido é que o ato de educar torna-se um tema vivo, por necessitar de constante reflexão. A reflexão sobre que seres e que sociedade desejamos para nossa geração e para as gerações futuras. Essa era a questão da paideia grega, uma vez que, na Grécia Antiga, educava-se para a vida em comunidade, em todas as suas nuanças. É preciso indagar se nossas práticas educativas têm ajudado para nos tornarmos seres melhores, posto que o ato de educar pode ser o motor da construção de sujeitos éticos dotados de responsabilidade, solidariedade e de caráter para dar novos rumos à história humana".
Projetos modernos de escolas de tempo integral, com um currículo diversificado, também se inspiram no antigo ideal grego de educação completa. Considerando a grande dependência da cultura ocidental dos princípios lançados na Grécia Antiga, disse o filósofo Hans-Georg Gadamer que um retorno aos gregos é para os ocidentais como que um reencontro consigo mesmos.